# Peter Jüngst
Peter Jüngst (* 29. Oktober 1782 in Anzefahr, Stadtteil von Kirchhain im Landkreis Marburg-Biedenkopf; † 26. Februar 1848 ebenda) war ein deutscher Ackermann und Bürgermeister sowie Mitglied der Kurhessischen Ständeversammlung.

## Leben
Peter Jüngst wurde als Sohn des Volpert Jüngst (1756–1835) und dessen Ehefrau Elisabeth Pfeiffer (1757–1804) geboren.
Am 6. Februar 1810 heiratete er Maria Elisabeth Fischer (1788–1853), mit der er den Sohn Volbert (auch Volpert, 1810–1895, Lehrer) hatte.
In seinem Heimatort war er als Ackermann tätig und wurde dort zum Bürgermeister gewählt. In dieser Funktion erhielt er 1838 ein Mandat für die kurhessische Ständeversammlung, die nach den Unruhen im Jahre 1830 zum Zweck der Beratung und Verabschiedung einer Verfassung gebildet wurde und bis 1866 Bestand hatte, als das Land Hessen durch Preußen annektiert wurde.